# Marina Rosjtsja (station MTsD)
Marina Rosjtsja (Russisch: Марьина Роща) is een station aan de Rigaspoorweg en de  Aleksejevskajalijn dat op 2 maart 2023 werd geopend. 

## Geschiedenis
In 2017 werd, na vele eerdere voorstellen, besloten tot het vormen van een stadsgewestelijknet (MCD) met vijf lijnen. Het grootste deel hiervan is bestaande infrastructuur die is gemoderniseerd, daarnaast zijn waar nodig extra sporen gelegd en een aantal nieuwe stations gebouwd. Een van de nieuwe stations werd gebouwd bij de kruising van de Rigaspoorweg en de Aleksejevskajalijn met de Ljoeblinsko-Dmitrovskaja-lijn (lijn 10) van de metro ter hoogte van Marina Rosjtsja. 

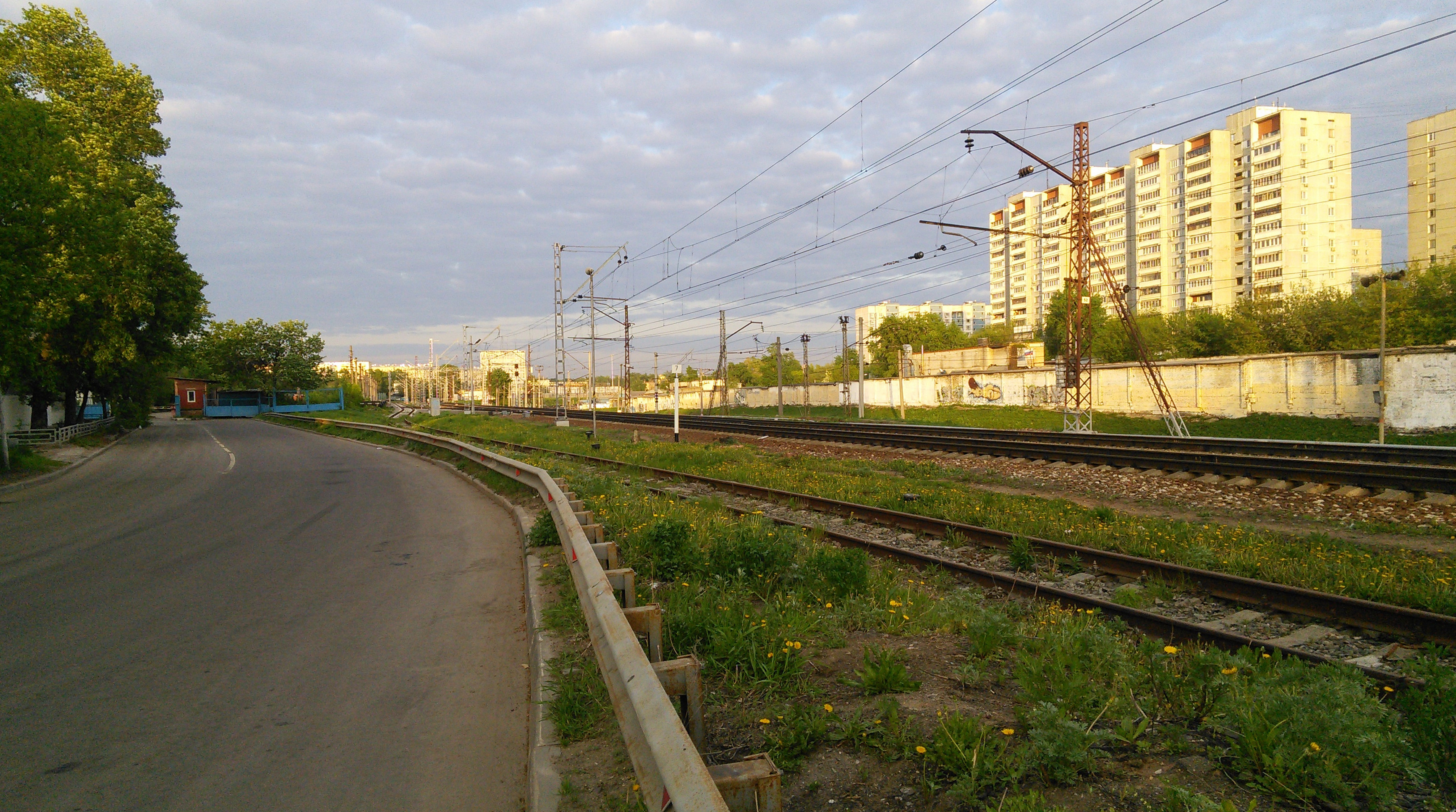
De stationslocatie in mei 2015.
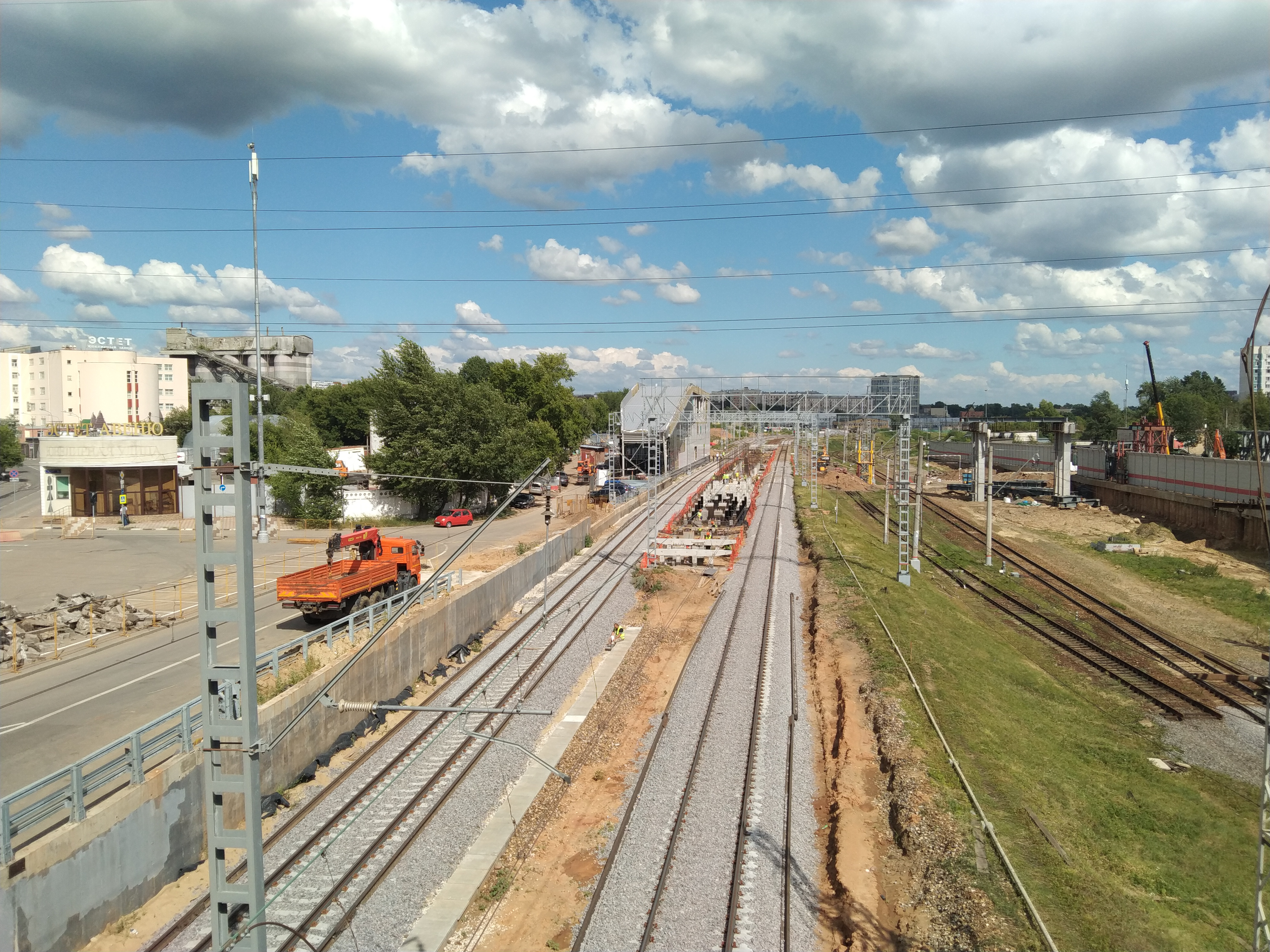
Het station in aanbouw in juli 2022.
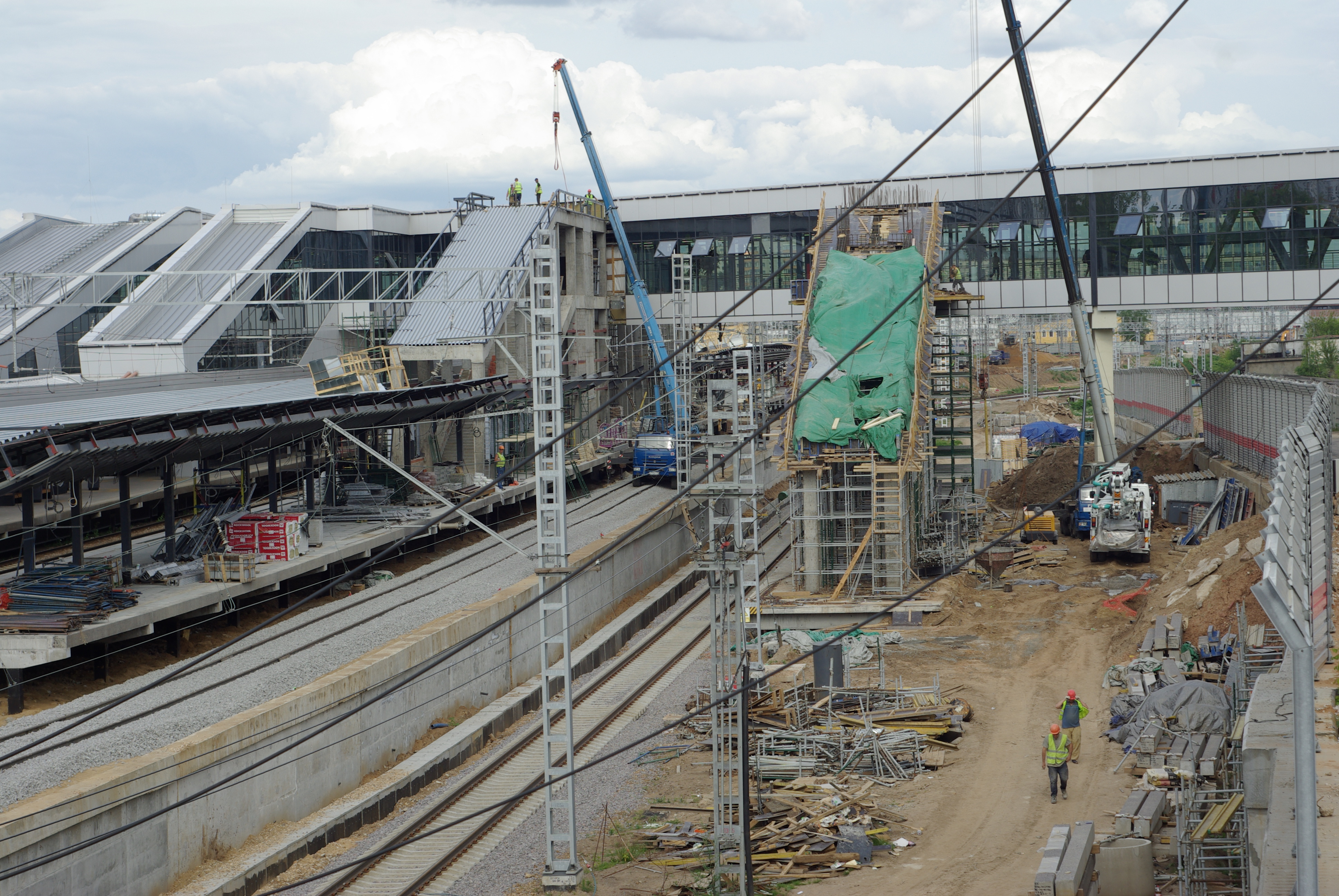
Het derde perron in aanbouw in juli 2023.

De tweede lijn (D2) van de MCD werd op 21 november 2019 geopend, de bouw van het station begon echter pas in 2020. In de eerste fase van de bouw werd een geheel overkapt eilandperron voor deze lijn gebouwd aan de noordrand van de spoorlijn dat toegankelijk is vanuit de eveneens toen gebouwde loopbrug over de sporen. Deze loopbrug en het perron werden geopend op 2 maart 2023 een dag nadat Marina Rosjtsja aan de grote ringlijn was geopend. Het tweede eilandperron voor de D4 werd tegelijk met de D4 geopend op 9 september 2023. Daarnaast is een derde eilandperron aan de zuidkant in aanbouw.

## Ligging en inrichting
Het station ligt aan de D2 tussen Dmitrovskaja en Rizjskaja en aan de D4 tussen Savjolovskaja en Rizjskaja. Aanvankelijk zou het eerste station naar het westen aan de D4 Stankolit worden, maar dat werd op 21 november 2019 gesloten en niet meer heropend. Het station heeft twee ingangen, respectievelijk ten noorden en ten zuiden van de spoorlijn, die onderling verbonden zijn met een loopbrug die schuin over de sporen loopt en toegang biedt tot de perrons. Omdat de D2 en D4 elk een eigen eilandperron hebben is er geen overstap op hetzelfde perron mogelijk tussen de twee lijnen. Hoewel het, door het vervoersbedrijf, als overstapstation op de gelijknamige metrostations wordt aangeduid ligt het 100 meter ten noorden van de dichtstbijzijnde ingang van het metrostation en reizigers moeten dan ook over straat om bij het andere station te komen.   